# Alchemilla vranicensis
Alchemilla vranicensis es una especie de planta del género Alchemilla, perteneciente a la familia Rosaceae.

## Taxonomía
Alchemilla vranicensis fue descrita por Pawł. en 1953.

## Distribución
Se encuentra en el territorio noroeste de los Balcanes.